# Wang San-ak
Wang San-ak (hangeul : 왕산악 ; hanja : 王山岳) est une personnalité politique coréenne de l’époque Koguryo, actif sous le règne du roi Yangwon of Goguryeo (en). Il est crédité par le Samguk sagi comme étant le créateur de l’instrument de musique Kŏmun'go.